# Kozara
Kozara é um filme de drama de guerra iugoslavo de 1962 dirigido por Veljko Bulajić.
Foi selecionado como representante da Iugoslávia à edição do Oscar 1963, organizada pela Academia de Artes e Ciências Cinematográficas.

## Elenco
- Bert Sotlar - Vuksa
- Velimir 'Bata' Živojinović - Sorga
- Milena Dravić - Milja
- Olivera Marković - Andja
- Dragomir Felba - Obrad
- Ljubiša Samardžić - Mitar
- Mihajlo Kostić-Pljaka - Ahmet